# Pibor
Pibor (o Pibor Post) è un centro abitato del Sudan del Sud, situato nell'Area Amministrativa di Pibor.